# Er-glaslaser
Een Er-glaslaser is een vastestoflaser waarbij het actief medium bestaat uit met erbium (Er) gedopeerd glas.
Deze glaslaser is een goedkoop alternatief voor een Er:YAG-laser op laag vermogen, dus gepulst met een lage frequentie. Toepassingen liggen in de chirurgie.